# Deadman Wonderland
Deadman Wonderland (яп. デッドマンワンダーランド, Деддоман ванда:рандо) — манґа Дзінсея Катаока, ілюстрована Кадзумою Кондо і публікується в журналі Shonen Ace з 2007 року. Іншою відомою спільною роботою двох авторів є Eureka 7. У Північній Америці манґа була ліцензована компанією Tokyopop, аж до закриття американського відділення компанією було видано 5 томів манґи.

## Сюжет
Основному розвитку сюжету манґи передує повідомлення про сильний землетрус (яп. 東京大震災, то:кьо: дайсінсай), яке занурило 70 % території Токіо під воду.
Через десять років після цих подій, в 2023 року, Ганта Ігарасі, учень середньої школи, живе звичайним життям підлітка, не згадуючи про катастрофи минулого. Однак все навколо нього змінюється в одну мить — таємничий Червоний Чоловік вбиває всіх його однокласників, а в груди юнака стріляє загадковим червоним кристалом. Через кілька днів після кривавої різанини Ганта оголошується єдиним підозрюваним, а потім засуджується до смерті, і вирушає до в'язниці «Deadman Wonderland», де кожен в'язень змушений розважати відвідувачів своєю участю в смертельно небезпечних атракціонах.
Намагаючись вижити у в'язниці, Ганта дедалі більше зациклюється на помсті Червоному Чоловіку і намагається відшукати його, щоб довести свою невинність. Згодом він знаходить у собі дивну здатність керування формою крові, завдяки чому та може бути перетворена в зброю, наприклад велике лезо або гостру стріляючу голку, а потім дізнається, що таких як він,дедменів, дуже багато.
Ганта змушений брати участь у Карнавалі Трупів, де дедмени в присутності анонімних свідків б'ються між собою. У такій обстановці з деякими він дружить, з деякими ні, але не залишає надії відшукати Червоного Чоловіка і дізнатися таємниці, які приховує керівництво в'язниці.

## Елементи світу

### Короткий словник термінів
- Гілка Гріха (яп. 罪の枝, Цумі но Еда) — особлива здатність керування формою власної крові.
  - Джерело Гріху (яп. 原罪, гундзай), також Нещасне Яйце (яп. レチッドエッグ, Ретіддо Еггу, англ. Wretched Egg) — загадковий Червоний Чоловік, перший володар, джерело і розповсюджувач Гілки Гріху.
  - Дедмен (яп. デッドマン, деддоман) — людина, що володіє гілкою гріха. Для управління власною кров'ю він повинен для початку пустити її (будь-яким чином поранивши себе). При цьому розтрата крові не повинна бути великою — інакше через крововтрати настає анемія, і дедмен може померти.
  - Безіменний Хробак — проявник сили Гілки Гріха в дедмені, звичайно це особливий червоний кристал будь-яким чином потрапивший у тіло.
  - Пожирач Хробака — особлива зброя охорони сектора G, яке нейтралізує дію Гілки Гріха, не працює проти дуже сильних дедменів.

- Deadman Wonderland — в'язниця.
  - Сектор G — секретні приміщення у в'язниці «Deadman Wonderland», в яких містяться дедмени і проводяться експерименти над ними.
  - Карнавал Трупів ((死肉祭, сінікі сай) — бої між дедменами, що проводяться у Секторі G.
  - Матінка Гуска — система, керована суперкомп'ютером, що випромінює звукові коливання для придушення спраги вбивства в Червоному Чоловіку.
  - Бали (яп. カストポイント, касуто поінто, CP (англ. Cast Point)) — «тюремна валюта», за яку можна купити практично все, що завгодно

### В'язниця «Deadman Wonderland»
«Deadman Wonderland» — в'язниця, побудована в Токіо після руйнівного землетрусу, як місце ув'язнення для всіх злочинців Японії, і в той же час з метою зібрати гроші на відновлення столиці за рахунок туристів. Вона являє собою парк розваг, де атракціонами є смертельно небезпечні ігри на виживання, в яких і беруть участь ув'язнені — хоча це підноситься як «спритний трюк», проте багато там гинуть або отримують серйозні каліцтва.
До кожного злочинця за його прибуття прикріплюють спеціальний пристрій, що нагадує щось середнє між нашийником і коміром, що дозволяє відстежувати його переміщення. Воно має і іншим властивістю — постійно посилає в тіло укладеного порції отрути, протиотрутою якому служить льодяник, який необхідно з'їдати кожні 3 дні. Такі льодяники можна отримати через важку працю або виграючи конкурси та випробування з певним призовим фондом. Вартість рятівної цукерки — 100 000 балів. Також за бали ув'язненим може бути продано все, починаючи від сигарет і додаткової порції на обід, закінчуючи затишними меблями для камери змісту, а у виняткових випадках навіть свобода.
Охоронцям надана практично повна свобода через що спроба бунту або непокори часто закінчується кровопролиттям. Проте більшість ув'язнених користується відносною свободою — їм частково дозволено пересування по території в'язниці.
Попри статус відкритого об'єкта, в «Deadman Wonderland» є багато секретних приміщень, наприклад Сектор G, де містяться дедмени, люди що володіють унікальними здібностями, а також знаходяться численні лабораторії і зали для експериментів.

### Карнавал Трупів
Карнавал Трупів — таємний атракціон в'язниці «Deadman Wonderland», де беруть участь дедмени, люди що володіють дивною здатністю «Гілка Гріха», кожен з них може керувати власною кров'ю, перетворюючи її на зброю. Переможці нагороджуються заповітним льодяником і величезною кількістю призових очок. Програлих ж відправляють в лабораторію, де у них вилучають один з органів, будь то око, нирка або легені — що конкретно випадковим чином визначає ігровий автомат.

## Персонажі

### Головні

Основні персонажі (зліва направо): Цуненага Тамакі (спиною), Йо Такамі, шеф Макіна, Ганта Ігарасі, Сіро

- Ганта Ігарасі (яп. 五十嵐 丸太, Ігарасі Ганта) на прізвисько Дятел

Сейю — Ромі Паку: Головний персонаж манґи. Був звичайним чотирнадцятирічним учнем середньої школи до тих пір, поки весь його клас не перерізав Червоний Чоловік, при цьому той всадив йому в груди кристал. За не скоєний злочин Ганта був засуджений до смерті і відправлений у в'язницю «Deadman Wonderland». Незабаром після цього він виявив у собі дивну здатність зміни форми крові, Гілку Гріха, отриману, як він думає, разом з кристалом. Незабаром він дізнається, що таких як він, дедменів, дуже багато, і в особливому місці в'язниці, Секторі G, змушений битися з собі подібними, таким чином беручи участь в жахливих експериментах керівництва «Deadman Wonderland». Разом з групою Ланцюг Шраму брав участь у плані по передачу товариству аудіо та відео інформації про звірства у в'язниці. В 36 главі манґи він і Сіро признаються один одному в коханні.
Мати Гантм — Сора Ігорасі — проводила дослідження на Сіро. Саме вона разом з Хагіре Рін'їтіру створила Первородний гріх, другу особистість Сіро.
Його найсильнішою здатністю є вміння збирати кров в кулак (т. зв. «Гармата Ганта») і вистрілювати нею в противника, що, правда, не ефективно при великих відстанях, і до того ж підвищує ймовірність великої крововтрати. Завдяки тренувань з Кійомасой йому вдалося підвищити убивчість таких «снарядів». Згодом він створив прийом, який не міг скопіювати навіть Тото Сікігамі.
- Сіро (яп. シロ)

Сейю — Кана Ханадзава: Червоноока дівчина-альбінос, з якою зустрівся Ганта вже в перший день свого ув'язнення у в'язниці.
Вона завжди одягнена в сильно облягаючий костюм, що прикриває численні шрами, отримані при медичних експериментах Сори Ігарасі — матері Ганта і за сумісництвом спеціаліста Національного центру здоров'я та медицини. Навколишнім її поведінка здається суто дитячою і легковажною, однак Сіро володіє чудовими фізичними даними, що часто виручає її та інших. За словами дівчини вона змалку знайома з Гантою, хоча той цього й не пам'ятає (у в'язниці пам'ять про це починає поступово повертатися). У «Deadman Wonderland» вона піклується про Ганта, рятуючи його з багатьох неприємних ситуацій.
Головною і найстрашнішою таємницею дівчини є те, що вона і є той самий Червоний Чоловік, якого шукає Ганта. Завдяки системі «Матінка Гуска», випромінюючої звукову колискову, в ній пригнічується інстинкт вбивці. Однак у випадку відключення суперкомп'ютера, Сіро стає кровожерливим маніяком. У такому стані вона любить надягати червоний обладунок, що закриває практично все тіло, через що її неможливо в ньому впізнати. Форма обладунку пов'язана з, якого в дитинстві дуже любив Ганта.
Коли Сіро була маленькою вона піддавалася медичним експериментам, при яких в її тіло вводилися різні віруси. Під час одного з таких експериментів при введенні дуже болючого препарату, особистість Сіро роздвоїлася. Так і з'явився Червоний Чоловік.

### Другорядні

#### Мешканці Сектора G
- Кийомаса Сендзі (яп. 千地 清正, Сендзі Кийомаса) на прізвисько Ворон

Сейю — Масаюкі Като: Дедмен, спочатку противник, а потім і друг Ганти. Колишній поліцейський.
Кійомаса — високий і міцний чоловік, спортсмен, чия Гілка Гріха здатна приймати вид гігантської найгострішої коси або леза (т. зв. «Кігті Ворона»), якою він і б'ється. Саме він став першим суперником Ганта на Карнавалі Трупів, і, згідно з правилами, програвши, позбувся одного з органів свого тіла — правого ока. Однак після цього жахливого випадку вони стають друзями і Ворон навіть тренує Дятла в умінні поводитися з гілкою Гріха.
Він часто ніяковіє при появі дівчат у відвертих, на його думку, одязі, наприклад, в міні-спідниці або з великим декольте — кілька разів у зв'язку з цим робив зауваження Сіро і Мінацукі.
- Йо Такамі (яп. 鷹見 羊, Такамі Йо:)

Сейю — Юкі Кадзі
Клептоман і інформатор Цуненагі Тамакі, яким був найнятий щоб стежити за Гантою і в потрібний момент доповідати про все, що сталося. Хоча Йо деякою мірою доброзичливий і ввічливий, проте велику частину його натури становлять безжалісність, інтриги і параноїдальне служіння як шпигуна.
На відміну від інших ув'язнених він навмисно дав себе схопити щоб згодом відшукати в «Deadman Wonderland» сестру Мінацукі, сподіваючись викупити її на зароблені бали, заради яких і пішов на угоду з Тамакі. Його братські почуття до неї теплі і щирі, попри те, що з оточуючими Мінацукі часто поводиться по-хамськи.
- Мінацукі Такамі (яп. 鷹見 水名月, Такамі Мінацукі) на прізвисько Колібрі

Сейю — Іорі Номідзу: Дедмен і молодша сестра Йо Такамі.
Коли Ганта зустрічає її вперше, вона здається йому слабкою і беззахисною дівчиною, яка стала жертвою обставини наявності у неї Гілки Гріха. Однак у битві він розуміє, що це лише личина байдужої наволочі із садистськими нахилами. Навіть з братом вона веде себе грубо. Тим не менш Ганта прощає її і просить Ланцюг Шраму допомогти Мінацукі уникнути покарання — ті підробляють результати «випадкового» вибору ігрового автомата і замість органів у неї забирають лише волосся.
Її найсильнішої технікою Гілки Гріха є «Крило Батога», при якій вона розсікає шкіру противника відразу в декількох місцях.
- Масару «Чаплін» Сукегава (яп. チョップリン 助川, Тьоппурін Сукегава) на прізвисько Павич

Дедмен, одягається як розпусна дівчина. Є однією з найяскравіших фігур Сектора G і іноді коментує дуелі на Карнавалі Трупів. Найчастіше з'являється в компанії Мінацукі, Ітадаку «Масу» Кадзуо, вічно голодного товстуна і загадкового Хітари, старого, який стверджує, що чує свою дочку через навушники.
- Хитара (яп. ひたら) на прізвисько Кондор

Дедмен, 77-річний старий, який заявляє, що розмовляє з дочкою завдяки технічній апаратурі, що покриває його очі і вуха. Його Гілка Гріха, «Свічка Кондора», дозволяє йому з допомогою крові висікати вогонь, яким він і б'ється.
- Тото Сакігамі (яп. 咲神 トト, Сакігамі Тото) на прізвисько Пересмішник

Говорить про себе то в жіночому, то в чоловічому роді. Таємничий дедмен, чия здатність, «Лабіринт Любові», дозволяє йому копіювати сили Гілки Гріха інших. Пересмішник — єдиний, хто вижив в бою з Червоним Чоловіком на Карнавалі Трупів за два роки до початку дій сюжету. Насправді Пересмішник — це покращений Дедмен, універсальний солдат, з його тіла вирізані «непотрібні» для солдата органи. Унаслідок цього у нього немає репродуктивних органів, і він не може визначити свою стать.

##### Ланцюг Шраму
Ланцюг Шраму (яп. 自由の鎖, Сука: Теін, від англ. «Scar Chain») — група дедменів, яка виступає за зміну їх положення піддослідних в «Deadman Wonderland». Їх першим лідером став Нагі Кенгаміне, а другим — Косіо Карако, яка здатна покривати все своє тіло кров'ю для захисту від атак.
- Нагі Кенгаміне (яп. 剣ヶ峰 凪, Кенгаміне Нагі) на прізвисько Сова

Перший лідер Ланцюга Шраму. Колись він закохався в дівчину-дедмена і навмисно поступився їй у битві Карнавалу Трупів, проте Тамакі за досконалий «обман» убив її саму. Нагі загинув під час виконання плану з передачі громадськості інформації про дедменів.

#### Працівники в'язниці
- Цуненага Тамакі (яп. 玉木 常長, Тамакі Цуненага)

Сейю — Дзюн'їті Сувабе: Спочатку помічник, а потім і глава «Deadman Wonderland», посада, яку він отримав, довгий час чекаючи смерті свого батька, начальника в'язниці. В душі він жорстокий садист. Влаштовував бої між дедменами та експерименти над ними заради грошової наживи або ж власного задоволення, але також мав на меті з'ясувати походження Гілки Гріха і створити штучних дедменів, що йому в кінцевому рахунку вдалося.
За його ж зізнанням, він виконував роль адвоката Ганта щоб скомпрометувати юнака і створити йому образ заслуговуючого ув'язнення в «Deadman Wonderland» малолітнього злочинця.
Він знаходиться в постійному контакті з вищими військовими чинами Японії. У різкому контрасті з жорстокістю знаходиться його любов до дитячих іграшок, що свідчить про порушення в його психіці.
- Шеф Макіна (яп. マキナ, Макіна)

Сейю — Такако Хонда: Старший керівник охорони в'язниці. Володарка сьомого розміру грудей. Будучи суворою жінкою вона готова сильно покарати укладених за порушення, які вони допускають. Завжди носить із собою довгий меч, який за необхідності застосовує.
Проте дії Тамакі по відношенню до дедменів вона вважає неправильними і зі свого боку намагається це припинити.

#### Інші
- Трунарі (яп. 墓守, Анда:тейка:, від англ. Undertakers) — спеціальний загін, який підпорядковується безпосередньо Тамакі, що позиціонує себе як «анти-дедмени».

Складається з особливо небезпечних злочинців, які не можуть бути реабілітовані. Вони володіють технологією, що дозволяє нейтралізувати будь-який прояв Гілки Гріха, т. зв. Поїдач Хробака.
Фактичним лідером групи став Генкаку, що називав себе «Супер Монахом». Носить за спиною електричну гітару, що в будь-який момент готова налаштуватись у два автомати.
Іншим «високопоставленим» членом групи можна назвати Дайду Хібану, дівчинку, звихнувшуюся від того, що її мати катувала її за будь-які дрібні провини, наприклад підвішувала за увіткнені в шкіру гачки. Попри свою мініатюрність вона, використовуючи меч, що представляє велику небезпеку для будь-якого супротивника.
Серед інших трунарів серійний вбивця Сінагава Дококу, в'язавший зі шкіри своїх жертв одяг і чоловік з ведмежою натурою, Моудзорі Гадзуті, який убив трьох мисливців і 9 собак.
- Підробки — штучні дедмени, створені завдяки експериментам, проведеними Тамакі. Їх унікальною здатністю є вміння створювати кров'яних змій, тілесний контакт з якими викликає у людей швидкорослу пухлину, яка, якщо її відразу не вирізати, через кілька хвилин призводить до смерті.

Щоб виправдати себе і приховати правду, Тамакі видавав звірства Підробок за дії дедменів, називаючи тих «нелюдськими тваринами». Також за його наказом Підробкою стала і Адзами Мидо (яп. 御堂 アザミ, Мидо: Адзами), дівчина, що познайомилася з Гантом.

## Медіа

### Манґа
| - 1. Who Killed Cock Robin? (Хто Вбив Півня Робіна?) - 2. Rule of Rule (Правило Правила) - 3. Dying Happy Dog Race (Вмерти Щасливою Гончою Собакою) - 4. Slayer`s Slave (Слуга Вбивці) | - Персонажі на обкладинці: Ганта Ігарасі, Сіро. |

| - 5. Necro Macro (Некро Макро) - 6. Crow Craw (Кіготь Ворона) - 7. Carnival Corpse (Карнавал Трупів) - 8. Bloodthirsty Majesty (Ваша Кровожерлива Величність) | - Персонаж на обкладинці: Сіро. |

| - 9. Liar Flower (Квітка Брехуна) - 10. Big Bad Bingo (Велика Жахлива Лотерея) - 11. Past Time, Tight End (Минулий Час, Важкий Кінець) - 12. Scar Chain (Ланцюг Шраму) | - Персонажі на обкладинці: Йо Такамі, Мінацукі Такамі. |

| - 13. Cloudy After Sunny (Похмуро Після Сонця) - 14. Ring Her Bell (Подзвони в Її Дзвіночок) - 15. Man is the Archenemy for Man (Людина- Ворог Людини) - 16. Salty Cookies (Солоне Печиво) | - Персонажі на обкладинці: Генкаку, Дайда Хібана. |

| - 17. Loser`s Answer (Відповідь Невдах) - 18. Chain Gang (Сковані Ланцюгом) - 19. Bloody Rainy Day (Криваво-дощовий День) - 20. Relief to Nirvana (Полегшення в Нірвані) | - Персонажі на обкладинці: Нагі Кенгаміне, Косіо Карако. |

| - 21. Ghost in the Sun (Привид на Сонці) - 22. Tongue and Every Day (Язик і Кожен День) - 23. The Fake Face (Підроблене Обличчя) - 24. Anger Song, Under Peace (Пісня Гніву під Час Затишшя) - 25. Failure Firing (Невдалий Постріл) | - Персонаж на обкладинці: Адзамі Мідо. |

| - 26. Blue Sky with Blue Devils (Блакитне Небо і Блакитні Демони) - 27. All Right All Night (Всю Ніч Добре) - 28. Mask or Mind (Маска чи Розум) - 29. Never Say Never Again (Ніколи не кажи ніколи) - 30. Stupendous Stupid (Найдурніший дурень) | - Персонаж на обкладинці: шеф Макіна. |

| - 31. Although Ganta Tries To Stop Forgeries - 32. Dog Eat Dog (Пес їсть Пса) - 33. Beaming Beauty-badass (Сяюча Красуня-Вередун) - 34. Bare Fire (Холодне Полум'я) - 35. Dice with Death (Гра зі Смертю) - 36. Bye Bye, Baby (Прощавай, Дитя) | - Персонаж на обкладинці: Кийомаса Сендзі. |

| - 37. Beast Fist (Кулак Звіра) - 38. End Game — A Flame (Кінець Гри- Полум'я) - 39. Despotic Despair (Диктаторський Відчай) - 40. The Beginning of The Ending (Початок Кінця) - 41. Freedom or Martyrdom (Воля або страждання) | - Персонаж на обкладинці: Адзамі Мідо. |

| - 42. Kill My Will - 43. Storm Center - 44. Faced With Fate - 45. Past The Passion - 46. Whacked Wicked | - Персонаж на обкладинці: Сіро. |

| 1. «Past the Passion» 2. «Whacked Wicked» 3. «Sing a Sin» 4. «Aboveground Abortive Flower» |

| 1. «Head-to-Head» 2. «Toy Gun & Toy Town Trust» 3. «Die in a Diamond» 4. «Haggard Absurd» |

| 1. «Love Phobe» 2. «The Shut-Up Reason» 3. «A Foolish Wish» 4. «Last Dance» 5. «But the Parade Will Go On» |

### Аніме
30 липня 2009 року було оголошено про те, що виробництву аніме-серіалу дано зелене світло. Створенням займалася студія Manglobe, трансляція серіалу пройшла в квітні-липні 2011 року. Відкриваючу композицію One Reason виконує Fade, закриваючу Shiny Shiny — NIRGILIS.
| № серії | Назва серії                                                                                       | Трансляція в Японії |
| ------- | ------------------------------------------------------------------------------------------------- | ------------------- |
| 1       | Death row «Shikeisyuu» (死刑囚)                                                                   | 16 квітня 2011      |
| 2       | Antidote (Candy) «Gedokuzai (Kyandi)» (解毒剤 (キャンディ))                                       | 23 квітня 2011      |
| 3       | G Block «Jī tō» (Ｇ棟)                                                                            | 30 квітня 2011      |
| 4       | Crow Crow «Kurō Kurō» (クロウ・クロウ)                                                            | 7 травня 2011       |
| 5       | Carrion Festival (Corpse Carnival) «Shi Nikusai (Kānibaru Kōpusu)» (死肉祭(カーニバル・コープス)) | 14 травня 2011      |
| 6       | Hummingbird «Hamingu Bādo» (ハミング・バード)                                                     | 21 травня 2011      |
| 7       | Original Sin (Wretched Egg) «Genzai (Rechiddo Eggu)» (原罪(レチッド・エッグ))                     | 28 травня 2011      |
| 8       | Chains of Freedom (Scar Chain) «Jiyū no Kusari (Sukāchein)» (自由の鎖(スカーチェイン))            | 4 червня 2011       |
| 09      | Pro-oxidant (Worm Eater) «Sanka Sokushin-zai (Wāmu Ītā)» (酸化促進剤(ワームイーター))             | 11 червня 2011      |
| 10      | Caretaker (Undertaker) «Hakamori (Andāteikā)» (墓守(アンダーテイカー))                            | 18 червня 2011      |
| 11      | GIG of Despair «Zetsubō no GIG» (絶望のGIG)                                                       | 25 червня 2011      |
| 12      | Relief (Grateful Dead) «Kyūsai (Gureitofuru Deddo)» (救済(グレイトフルデッド))                    | 2 липня 2011        |